# Thornton le Moor
Thornton le Moor – osada w Anglii, w hrabstwie Lincolnshire, w dystrykcie West Lindsey. Leży 26 km na północ od Lincoln i 217 km na północ od Londynu.